# Kalidiatou Niakaté
Kalidiatou Niakaté (Aubervilliers, 15 de março de 1995) é uma handebolista profissional francesa, campeã olímpica.

## Carreira
Niakaté conquistou a medalha de ouro com a Seleção Francesa de Handebol Feminino nos Jogos Olímpicos de Verão de 2020 em Tóquio, após derrotar a equipe do Comitê Olímpico Russo na final por 30–25.